# Lebombo-beentje
Het Lebombo-beentje is een archeologische vondst, die de oudste wiskunde-gerelateerde vondst wordt genoemd. Het is een gekerfd beentje, gedateerd op ca. 35.000 jaar v.Chr.
Een vergelijkbare vondst is het Ishango-beentje dat in het Congo-gebied werd gevonden en van ca. 20.000 jaar v.Chr dateert.
Het Lebombo-beentje werd in de jaren 70 aangetroffen tijdens archeologische opgravingen in een grot in het Lebombogebergte tussen Zuid-Afrika en Swaziland, waarnaar het genoemd is. Het bestaat uit 29 afzonderlijke kerfjes, die zijn gemaakt in het kuitbeen van een baviaan. Mogelijk stelt het een menstruatiekalender voor, het vertoont namelijk overeenkomsten met de kalenderstokjes die vandaag nog worden gebruikt door de Bosjesmannen uit Namibië. Het geeft niet aan dat de mensen in staat waren om te rekenen, maar wel om te tellen en een bepaalde cyclus te achterhalen.